# Миколаївська церква (Гусний)
Миколаївська церква — пам'ятка архітектури національного значення. Місцезнаходження: село Гусний Великоберезнянського району Закарпатської області. В багатьох джерелах зазначається ще одна назва споруди — Церква Святого Миколая Чудотворця. Належить до УПЦ МП. Була включена до переліку пам'яток архітектури Української РСР, які охоронялись державою. Охоронний номер культової споруди — 191/1.

## Історія
Дерев'яна церква була побудована у 1655 році
. Свідченням цього виступає різьблення, яке було зроблене на зрубі церкви. У 1751 році парафіяльним священиком був Михайло Гарандович. У той час був зроблений запис, який свідчить про те, що у церкви було три дзвони та образи. Проте сама споруда перебувала в поганому стані, потребувала ремонтних робіт. Для їх виконання були підготовленні дерев'яні матеріали. У шематизмі, складеному в 1915 році датою заснування церкви значиться 1759 рік. Проте фахівці вважають, що ця дата стосувалось часу, коли були проведенні ремонтні роботи.В 1930 році у церкві в селі Гусному священиком був Золтан Шолтес, який був відомим художником на Закарпатті. Серед його робіт є зображення дерев'янної церкви в Гусному. У селі збереженні ікони, які були намальовані ним. У 1971–1972 році церква була відреставрована. На зображеннях, зроблених 1976 року спостерігається оригінальне покриття даху, тоді як на фотографіях 2005 року майже вся поверхня церкви та дзвіниці покрита бляхою. Первинне покриття було виготовлене з гонту.
В радянські часи церква охоронялась як пам'ятка архітектури Української РСР (№ 191). В 2018 році церква визнана об’єктом культурної спадщини національного значення, який внесено до Державного реєстру нерухомих пам’яток України (№ 070020).

## Архітектура
Миколаївська церква в селі Гусний має невеликі параметри. При будівництві споруди використовувалось ялинове дерево. На бічних зрубах розташовується по одному залому. Вони завершуються шатровими дахами з чотирма схилами. Центральний зруб побудований у формі квадрату. На ньому міститься барабан з восьми гранями під восьмисхилим шатром. Увінчується він ліхтарем. Вівтар та бабинець храму рівновеликі, вони перекриваються чотиригранним шатром, який має один залом. Форма всіх церковних зрубів наближається до квадрату. Існує перехід четверика центрального зрубу в восьмерик з піддашшям. Зруби, які розташовуються по боках, перекриваються шатровими чотирисхилими верхами, що містять залом. В будівлі збережене різьблення по дереву, яке датується 18 століттям. Церква належить до галицького типу споруд
, є тридільною та триверхою. Відноситься до класичного типу ранніх прикладів бойківських церков. Нещодавно дах будівлі був оббитий бляхою. Іконостас 18 століття перемалювали. Поряд з церквою розташована двоярусна дзвіниця з чотиригранним шатровим верхом. Церква та дзвіниця розташовуються на схилі гори.